# AMC Amitron
O Amitron foi um protótipo de automóvel elétrico construído em 1967 por American Motors Corporation (AMC) e Gulton Industries de Metuchen, Nova Jérsia.

## Desenho
O Amitron era um veículo de três passageiros para zona urbana com um comprimento total de só 2.159 mm. "O moderno Amitron foi um dos elétricos mais promisórios desenvolvidos nos anos 60".
Durante a apresentação pública do automóvel de dezembro de 1967, Roy D. Chapin, Jr., presidente e director executivo de AMC, afirmou que o Amitron "poderia eliminar muitos problemas que até agora têm feito aos carros elétricos imprácticos". Gulton desenhou um sistema de energia de duas baterias de níquel-cadmio de 11 kg e dois de litio de 34 kg (nominal de 150 volts-hora por libra, ou 331 horas voltios por kg) para impulsionar o veículo por 241 km a uma velocidade de 80 km/h. Este foi um grande progresso em relação com os elétricos contemporâneos com baterias de chumbo e ácido devido à faixa limitada da cada carregamento de bateria. O peso total da bateria (de só 91 kg) também foi liviano para os veículos elétricos.
Segundo Bob Brant, os automóveis elétricos dessa década eram similares a carroças de golfe e eram de tecnologia tão singela que quem o deseja-se tivesse podido criar um, algo que foi mudado com o aparecimento do Amitron.
As baterias de lítio foram desenhadas para velocidades constantes. Durante a aceleração, as baterias de níquel-cadmio deviam cortar em breve para impulsionar a Amitron desde zero a 50 mph (80 km/h) em 20 segundos. Um sistema de regeneração de energia de travão automaticamente mudava os motores de accionamento dos geradores porque o veículo desacelerava de forma que as baterias podiam recarregar, o que aumentava o alcance do automóvel. A primeira prova em estrada foi em 1968 com um sedan Rambler American. Nesse momento, o vice-presidente de Desenho de American Motors, Richard A. Teague, estava a trabalhar num auto chamado "o Voltswagon".
O Amitron não chegou para além da fase de protótipo. Seu desenvolvimento foi significativo para o ênfase em vários métodos para melhorar o rendimento e o alcance. Tinha uma CPU electrónica de estado sólido para o uso eficaz da energia e a regeneração na estrada. Entre suas características únicas de desenho estavam os assentos de passageiros que tinham colchões cheios de ar em vez de poliuretano convencionais (borracha espuma). O Amitron foi desenhado para minimizar a perda de energia mantendo baixos a resistência ao rolamento, a resistência ao atrito do vento, e o peso do veículo.
A ideia original dos corporativos de American Motors era vender o Amitron a viajantes e compradores urbanos em 5 anos, e Chapin disse que tinham discutido sobre a produção com banqueiros e credores, que em princípio se tinham mostrado entusiastas. O Amitron também foi bem recebido pelo público, mas não atingiu o nível de comercialização. AMC deveu deter seus experimentos com veículos elétricos por vários anos devido ao alto custo das baterias.
Em 1977, AMC desenvolveu outro veículo elétrico, chamado Electron.